# Copa Challenger de Voleibol Femenino de 2024
La Copa Challenger de Voleibol Femenino 2024 fue la quinta y última edición del torneo anual internacional de voleibol femenino que otorga plazas para la Liga de Naciones FIVB. El torneo fue disputado por ocho equipos nacionales y se llevó a cabo en Manila (Filipinas), entre el 4 y el 7 de julio.
Las selecciones participantes fueron la Filipinas (el equipo local), Puerto Rico (ganador del Final Four Internacional de NORCECA en 2023), Kenia y Argentina (calificados gracias al ránking FIVB); Vietnam (ganador de la Copa Challenger AVC), Suecia y República Checa (primero y segundo respectivamente de la CEV Golden League 2024), y Bélgica como equipo mejor ubicado en el ranking FIVB que aún no haya clasificado.

## Clasificación
| Pais            | Confederación | Clasificado como                       | Clasificado en      | Ranking FIVB | Participaciones previas | Participaciones previas | Participaciones previas | Mejor performance       |
| Pais            | Confederación | Clasificado como                       | Clasificado en      | Ranking FIVB | Total                   | Primera                 | Última                  | Mejor performance       |
| --------------- | ------------- | -------------------------------------- | ------------------- | ------------ | ----------------------- | ----------------------- | ----------------------- | ----------------------- |
| Kenia           | CAVB          | Mejor rankeado de la CAVB              |                     | 20           | 1                       | 2023                    | 2023                    | 6.º lugar (2023)        |
| Argentina       | CSV           | Mejor rankeado de la CSV               |                     | 17           | 1                       | 2019                    | 2019                    | 3.er lugar (2019)       |
| Puerto Rico     | NORCECA       | Campeón del Final Four NORCECA de 2022 | 11 de junio de 2023 | 15           | 2                       | 2018                    | 2022                    | 3.er lugar (2018, 2022) |
| Filipinas       | AVC           | País anfitrión                         | 8 de mayo de 2024   | 55           | 0                       | N/A                     | N/A                     | N/A                     |
| Vietnam         | AVC           | Campeones Copa Challenge asiática 2024 | 29 de mayo de 2024  | 34           | 1                       | 2023                    | 2023                    | 8.° lugar (2023)        |
| Suecia          | CEV           | Campeones Liga de oro europea 2024     | 15 de junio de 2024 | 24           | 1                       | 2023                    | 2023                    | Subcampeonas (2023)     |
| República Checa | CEV           | Subcampeones Liga de oro europea 2024  | 15 de junio de 2024 | 16           | 2                       | 2019                    | 2022                    | Subcampeonas (2019)     |
| Bélgica         | CEV           | Equipo Mejor del Ranking FIVB          | 17 de junio de 2024 | 13           | 1                       | 2022                    | 2022                    | Subcampeonas (2022)     |

Nota: Posiciones en el ranking FIVB al comienzo de la competencia. Fuente: FFVB.

## Sede
En enero de 2024 se abrió el proceso de selección para la ciudad anfitriona del torneo, siendo elegida Manila en mayo de ese mismo año. Todos los partidos se disputaron en el Estadio Ninoy Aquino, con una capacidad de 6.000 espectadores.

## Formato
El torneo fue disputado en un sistema de eliminación directa a partido único, comenzando en cuartos de final. La selección anfitriona del torneo tuvo asegurado la cabeza de serie, disputando su primer partido contra el equipo peor ubicado en el ránking FIVB.
Los siete equipos restantes fueron ubicados en posiciones de la segunda a la octava de acuerdo a su posición en el mismo al 17 de junio de 2024, enfrentándose de forma cruzada (el 2.º contra el 7.º, el 3.º contra el 6.º, etc.). Los perdedores de cuartos de final fueron eliminados y ordenados del puesto 5.º al 8.º de la clasificación final de acuerdo al criterio de desempate entre los equipos.
| Mejor rankeado        | Peor rankeado  |
| --------------------- | -------------- |
| Filipinas (Anfitrión) | Vietnam (34)   |
| Bélgica (13)          | Suecia (24)    |
| Puerto Rico (15)      | Kenia (20)     |
| República Checa (16)  | Argentina (17) |

## Resultados
- Del 4 al 7 de julio

- Sede:  Estadio Ninoy Aquino
- Todos los horarios corresponden a la hora de Manila, Filipinas  (UTC+08:00)

|  | Cuartos de final | Cuartos de final | Cuartos de final |                 |   | Semifinales | Semifinales | Semifinales |   |               | Final           | Final         | Final      |  |
|  | 4 y 5 de julio   | 4 y 5 de julio   | 4 y 5 de julio   |                 |   | 6 de julio  | 6 de julio  | 6 de julio  |   |               | 7 de julio      | 7 de julio    | 7 de julio |  |
|  |                  |                  |                  |                 |   |             |             |             |   |               |                 |               |            |  |
|  |                  |                  |                  |                 |   |             |             |             |   |               |                 |               |            |  |
|  | 1                | Filipinas        | 0                |                 |   |             |             |             |   |               |                 |               |            |  |
|  | 1                | Filipinas        | 0                |                 |   |             |             |             |   |               |                 |               |            |  |
|  | 8                | Vietnam          | 3                |                 |   |             |             |             |   |               |                 |               |            |  |
|  | 8                | Vietnam          | 3                |                 | 8 | Vietnam     | 0           |             |   |               |                 |               |            |  |
|  |                  |                  |                  |                 | 8 | Vietnam     | 0           |             |   |               |                 |               |            |  |
|  |                  |                  | 4                | República Checa | 3 |             |             |             |   |               |                 |               |            |  |
|  | 4                | República Checa  | 4                | República Checa | 3 | 3           |             |             |   |               |                 |               |            |  |
|  | 4                | República Checa  |                  |                 |   |             |             |             |   |               |                 |               |            |  |
|  | 5                | Argentina        | 0                |                 |   |             |             |             |   |               |                 |               |            |  |
|  | 5                | Argentina        | 0                |                 |   |             |             |             |   | 4             | República Checa | 3             |            |  |
|  |                  |                  |                  |                 |   |             |             |             |   | 4             | República Checa | 3             |            |  |
|  |                  |                  | 3                | Puerto Rico     | 1 |             |             |             |   |               |                 |               |            |  |
|  | 3                | Puerto Rico      | 3                | Puerto Rico     | 1 | 3           |             |             |   |               |                 |               |            |  |
|  | 3                | Puerto Rico      |                  |                 |   |             |             |             |   |               |                 |               |            |  |
|  | 6                | Kenia            | 0                |                 |   |             |             |             |   |               |                 |               |            |  |
|  | 6                | Kenia            | 0                |                 | 3 | Puerto Rico | 3           |             |   | Tercer puesto | Tercer puesto   | Tercer puesto |            |  |
|  |                  |                  |                  |                 | 3 | Puerto Rico | 3           |             |   | Tercer puesto | Tercer puesto   | Tercer puesto |            |  |
|  |                  |                  | 2                | Bélgica         | 0 |             |             |             |   |               |                 |               |            |  |
|  | 2                | Bélgica          | 2                | Bélgica         | 0 | 3           |             |             | 8 | Vietnam       | 3               |               |            |  |
|  | 2                | Bélgica          |                  |                 |   |             |             |             | 8 | Vietnam       | 3               |               |            |  |
|  | 7                | Suecia           | 0                |                 |   |             |             |             |   |               | 2               | Bélgica       | 1          |  |
|  | 7                | Suecia           | 0                |                 |   |             |             |             |   |               | 2               | Bélgica       | 1          |  |
|  |                  |                  |                  |                 |   |             |             |             |   |               |                 |               |            |  |

### Cuartos de final
| Fecha      | Hora  | Equipo 1        | Sets  | Equipo 2  | Set 1 | Set 2 | Set 3 | Set 4 | Set 5 | Total |
| ---------- | ----- | --------------- | ----- | --------- | ----- | ----- | ----- | ----- | ----- | ----- |
| 4 de julio | 15:00 | Puerto Rico     | 3 : 0 | Kenia     | 25-20 | 25-19 | 27-25 | -     | -     | 77-64 |
| 4 de julio | 18:30 | Bélgica         | 3 : 0 | Suecia    | 25-16 | 25-23 | 25-22 | -     | -     | 75-61 |
| 5 de julio | 15:00 | República Checa | 3 : 0 | Argentina | 25-15 | 25-22 | 25-16 | -     | -     | 75-53 |
| 5 de julio | 18:30 | Filipinas       | 0 : 3 | Vietnam   | 14-25 | 22-25 | 21-25 | -     | -     | 57-75 |

### Semifinales
| Fecha      | Hora  | Equipo 1 | Sets  | Equipo 2        | Set 1 | Set 2 | Set 3 | Set 4 | Set 5 | Total |
| ---------- | ----- | -------- | ----- | --------------- | ----- | ----- | ----- | ----- | ----- | ----- |
| 6 de julio | 15:00 | Bélgica  | 0 : 3 | Puerto Rico     | 19-25 | 15-25 | 16-25 | -     | -     | 50-75 |
| 6 de julio | 18:30 | Vietnam  | 0 : 3 | República Checa | 19-25 | 14-25 | 19-25 | -     | -     | 52-75 |

### Tercer puesto
| Fecha      | Hora  | Equipo 1 | Sets  | Equipo 2 | Set 1 | Set 2 | Set 3 | Set 4 | Set 5 | Total |
| ---------- | ----- | -------- | ----- | -------- | ----- | ----- | ----- | ----- | ----- | ----- |
| 7 de julio | 15:00 | Vietnam  | 3 : 1 | Bélgica  | 25-23 | 23-25 | 25-20 | 25-17 | -     | 98-85 |

### Final
| Fecha      | Hora  | Equipo 1        | Sets  | Equipo 2    | Set 1 | Set 2 | Set 3 | Set 4 | Set 5 | Total |
| ---------- | ----- | --------------- | ----- | ----------- | ----- | ----- | ----- | ----- | ----- | ----- |
| 7 de julio | 18:30 | República Checa | 3 : 1 | Puerto Rico | 25-23 | 25-20 | 18-25 | 25-18 | -     | 93-86 |

## Posiciones finales
| Pos.              | Equipo              |
| ----------------- | ------------------- |
| Medalla de oro    | República Checa VNL |
| Medalla de plata  | Puerto Rico         |
| Medalla de bronce | Vietnam             |
| 4                 | Bélgica             |
| 5                 | Kenia               |
| 6                 | Suecia              |
| 7                 | Filipinas           |
| 8                 | Argentina           |

| \| \| \| \| \| Campeón República Checa[4] 1.er título \| Plantel: 1 Ema Kneiflová, 4 Silvie Pavlová, 6 Helena Havelková, 7 Magdalena Bukovská, 8 Ela Koulisiani, 9 Daniela Digrinová, 10 Kateřina Valková, 11 Veronika Dostálová, 15 Magdaléna Jehlářová, 16 Michaela Mlejnková , 17 Klára Faltinová, 20 Květa Grabovská, 22 Gabriela Orvošová, 25 Monika Brancuská Entrenador: Ioannis Athanasopoulos |
| |
| |
| Campeón República Checa 1.er título |

|                                     |
|                                     |
| Campeón República Checa 1.er título |

## Clasificadas aLiga de Naciones de Voleibol Femenino de 2025
| República Checa |